# Ordinul Dragonului

Ordo Draconum

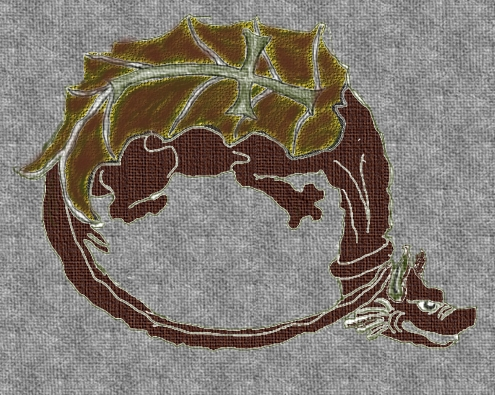
Reconstrucție a Simbolului Ordinului (I) bazată pe un artefact la Bayerischen Nationalmuseum din München, Inv.-Nr. T 3792

Ordinul Dragonului (în latină Societas Draconistrarum, italiană Ordine del Drago[ne], maghiară Sárkány Lovagrend, sârbă Витешки ред змаја/Viteški red zmaja) a fost un ordin militar medieval catolic, creat în anul 1408. Ziua înființării ar fi putut, de asemenea, coincide cu încoronarea fondatorului, Sigismund von Luxemburg, ca regele Ungariei, în anul 1387.
A fost un ordin militar asemănător Ordinului Templierilor, ce s-a instituit în zona centrală a Europei. A fost creat de împăratul Sigismund de Luxemburg în anul 1408, în principal pentru a proteja creștinătatea de amenințarea otomană.
Printre membrii acestui ordin cavaleresc s-a numărat și voievodul muntean Vlad al II-lea Dracul, acesta fiind înnobilat în 1431 la Nürnberg de către Sigismund de Luxemburg.

## Simbolismul și heraldica Dragonului
Patronii spirituali ai Dragonului sunt Sfântul Gheorghe, Sfântul Arhanghel Mihail și Sfânta Margareta. Dragonul Ordinului este reprezentat cu bucla cozii încolăcindu-se în jurul gâtului, simbolul puterii de sacrificare a propriei vieți. Deși rămâne curios motivul alegerii imaginii Dragonului care în heraldica creștină tradițională este asociat puterii malefice învinse de Sfântul Gheorghe, Heraldica Ordinului Dragonului reprezintă simbolic sufletul unui cavaler dându-și viața pentru a salva un alt suflet, în imaginea forței impresionante pe care o oferă în jertfa de sine. Pe medalia de luptă, Dragonul este de culoare verde; bucla cozii încolăcită în jurul gâtului este de culoare verde aurie; pe spatele Dragonului, pe o bandă albă, simbol al sângelui scurs în jertfirea de sine, este trasată o cruce roșie asemănătoare steagului alb cruciat al victoriei lui Cristos asupra morții după Înviere; deasupra Dragonului este înfățișată o altă Cruce, aurie, înconjurată de flăcări, Cruce pe care sunt scrise cuvintele: Q[UAM] Misericors EST DEUS Iustus PATIENT. Pentru primii 24 Cavaleri din primul Cerc, Dragonul este înfățișat sub simbolul Crucii înflăcărate, în vreme ce pentru ceilalți Cavaleri, Dragonul este reprezentat fără Crucea inscripționată în latină.

## Fondarea ordinului

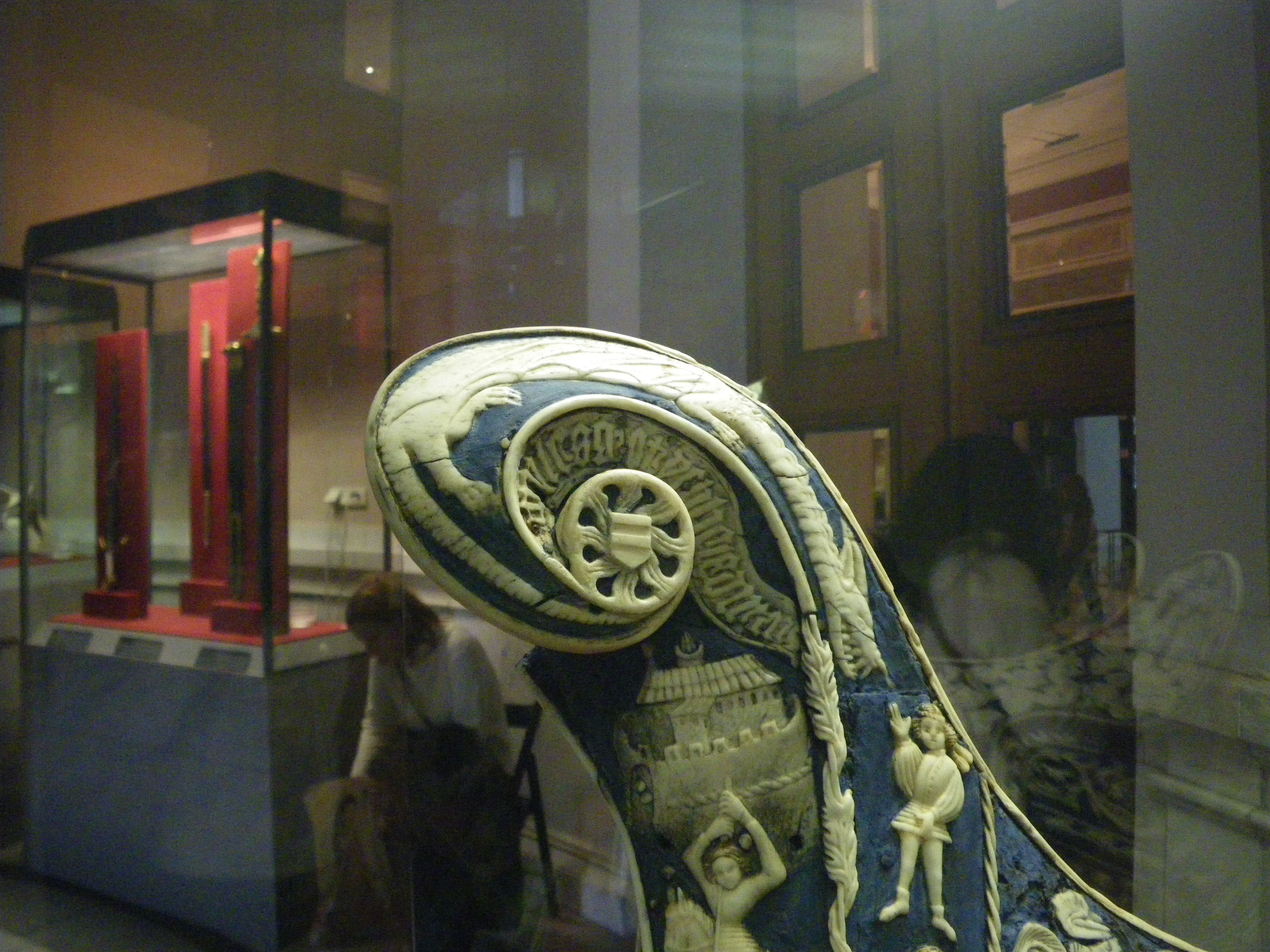
O șa medievală cu simbolul Ordinului expusă în colecția de armuri din Viena

La 12 decembrie 1408 este instituit în numele lui Iisus Hristos, Ordinul religios cavaleresc al Dragonului care numără în Primul cerc un număr fix de 24 de cavaleri. Sigismund de Luxemburg va fi Maestru magnificus, fiind la rândul lui înconjurat de un număr de cinci cavaleri consilieri care vor purta gradul de mareșali. Al Doilea cerc, cel al scutierilor cavalerilor din Primul cerc, nu are un număr fix de cavaleri. Întreaga suprafață geografică a regatului Ungariei va fi împărțită simbolic în "cercuri" de apărare asemănătoare imaginii heraldice a Ordinului Dragonului, cetatea Severinului și banatul adiacent făcând parte din primul cerc cruciat de apărare, adică cel mai expus atacurilor. Dintre Banii Severinului care au făcut parte dintre Cavalerii Ordinului pot fi amintiți unii dintre cei mai buni generali ai regelui Sigismund: Nicolae Perényi, Pipo de Ozora și Tallóci Francisc.
Alianța frăției cavalerești a membrilor Ordinului era coordonată de reguli stricte. În momentul morții unui cavaler din Primul cerc, rangul lui este înlocuit de un altul. Proba virtuților de admitere în Primul cerc durează un an. La funeraliile unui cavaler din Primul cerc erau prezenți restul membrilor rămași. În fiecare zi de Vineri, membrii Ordinului purtau un veșmânt de culoare cernită în amintirea patimilor lui Isus. Spiritul solidarității și arborarea Semnelor heraldice ale Ordinului erau o normă permanentă obligatorie. Cel care omitea expunerea semnelor Ordinului era pasibil de o amendă. In spiritul timpului, Ordinul urmărește întărirea pământească a Bisericii lui Cristos sub aripa protectoare a religiei creștine care poartă cruciadă împotriva dușmanilor externi și interni. Pe plan temporal, obiectivul principal al Ordinului este lupta împotriva turcilor și a ereziei husite precum și (nemărturisit) întărirea autorității regale împotriva veleităților de autonomie a magnaților maghiari și a vasalilor Coroanei cât și  limitarea puterii politice a călugărilor.
Chiar daca obiectivul Ordinului era de natură religioasă, în mod egal el va influența deciziile diplomatice, militare, politce și juridice ale statelor Europei Centrale și din Balcani. In general, în vederea obținerii creșterii autorității centrale a Coroanei împotriva marilor magnați maghiari, Sigismund va urmări în politica internă, promovarea în rangul cavalerilor Ordinului dragonului a unui număr cât mai mare din rândurile micii nobilimi. Deși clerul nu a făcut parte din rândul cavalerilor Ordinului, era reprezentat în Consiliul Mareșalilor așa cum o devedește Episopul de Oradea, Eberhard de Lorraine, care este și unul dintre fondatorii Dragonului.
Primul Maestru al Ordinului este Baronul Mihail Garai. În scurt timp printre cavaleri sunt nobili saxoni, unguri, polonezi, italieni, cehi, sârbi și munteni (Vlad al II-lea Dracul). În rândurile sale s-au numărat atât laici, cât și elite are ierarhiei bisericești. În 1408, numărul cavalerilor era 61 iar în 1437, numărul cavalerilor ajunsese la 97. Ierarhia membrilor Ordinului Dragonului era stabilită în funcție de capacitatea cavalerilor de a echipa un oștean care să lupte în spiritul Ordinului. 400 de oșteni echipați de un nobil formau un Banderium care deja cu 100 de soldați putea fi condus în luptă cu un steag și un blazon personal. La nivel de Banderium, nobilii primeau un ajutor financiar regal suplimentar în bani sau în uncii de sare. Un Banderium era plătit de Coroană cu 300 de fiorini ceea ce nu era foarte mult dat fiind că armura completă a unui cavaler costa 50 de fiorini iar casca 20. Batalionul de cavaleri de profesie militară era cel care alimenta Trezoreria regală cu reveniturile a 12000 de sate de șerbi. Forța financiară și militară Ordinului Dragonului aparținea exclusiv nobililor, regele Sigismund, Alteță Serenissimă, fiind capabil să echipeze singur 4000 de arcași.
În anii 1415-1417, Nicolae Csáki, cavaler al Ordinului din Transilvania, echipa 900 de pedeștrași. Pippo Spano 1200. Ordinul Dragonului a reușit să echipeze între 15.000-20.000 de oșteni, dintre care 10.000 erau arcași. În ciuda caracterului cosmopolit al membrilor Ordinului, magnații maghiari au încercat constant să limiteze influența cavalerilor nemaghiari. Prin medierea Ordinului, Sigismund va combate energic opozanții politicii sale personale. Problema de ordin militar al Ordinului era tensiunea între proporția pedestrașilor mercenari, alcătuită îndeosebi din oșteni saxoni, cehi, sârbi sau polonezi și nucleul arcașilor maghiari.

## Membrii fondatori
1. Sigismund de Luxemburg
2. Eberhard de Lorraine, Episcop de Zagreb (1397-1407; 1409-1420), Episcop de Oradea (1407-1409)
3. Ștefan Lazarevici al Serbiei
4. Alfons al Aragonului și al Neapolelui
5. Vladislav II Iagello, rege al Poloniei
6. Vitold, mare prinț al Lituaniei
7. Ernest de Austria
8. Cristof al III-lea al Danemarcei
9. Pippo Spano
10. Perényi Emeric, Cancelar al Universității din Praga
11. Stibor de Stiboricz